# Seelze Rangierbahnhof
Seelze Rangierbahnhof (abgekürzt: Seelze Rbf) ist ein Rangierbahnhof in Seelze bei Hannover. Er ist als Drehkreuz im Schienengüterverkehr eine wichtige Zugbildungsanlage mit täglich rund 3.000 rangierten Güterwagen.

## Lage
Der Rangierbahnhof Seelze liegt westlich von Hannover im Verkehrskreuz von Nord-Süd- und Ost-West-Zugverbindungen. Er ist an die Güterumgehungsbahn Hannover angeschlossen. Bei Bedarf ist auch eine Ein- und Ausfahrt auf die Personenzuggleise der Bahnstrecke Hannover–Minden möglich.

## Geschichte
Der Bahnhof wurde im Zuge des Baus der Güterumgehungsbahn Hannover angelegt, um den Rangierbahnhof Hannover-Hainholz zu entlasten. Er wurde von 1906 bis 1909 gebaut und am 1. April 1909 in Betrieb genommen. Er verfügte über zwei unabhängige Systeme mit jeweils Einfahrgruppe, Ablaufberg, Richtungsgruppe und Ausfahrgruppe: Ost-West und West-Ost. Der Bahnhof war für täglich 6.000 Güterwagen ausgelegt. Er verfügte einst über 400 Weichen und zwölf Stellwerke bei 90 km Gleisen. Durch die Konzentration in der Zugbildung und die Stilllegung anderer Rangierbahnhöfe wie Lehrte und Hannover-Hainholz wurde er zum einzigen Rangierbahnhof in der Region Hannover. Die Anlagen wurden ständig modernisiert, Ende der 1960er Jahre hielt mit der kybernetischen Insel die Prozessrechnersteuerung in Seelze als erstem Rangierbahnhof der Deutschen Bundesbahn Einzug in den Rangierdienst.

## Heutiger Zustand
Der Rangierbahnhof Seelze trägt die bahnbetriebliche Abkürzung HSR und fungiert heute als Bahnhofsteil Seelze Mitte. Dem Bahnhof ist das Betriebswerk Seelze angegliedert.
Der Rangierbahnhof gehört mit den Rangierbahnhöfen Maschen, Gremberg, Mannheim und Nürnberg zu den fünf größten Zugbildungsbahnhöfen für Güterzüge der DB AG. Der gesamte Rangierbahnhof erstreckt sich über eine Länge von 5,5 Kilometern und einer Breite von 350 Metern. Insgesamt gibt es 135 Kilometer Gleise und 510 Weichen, welche von sieben Stellwerken aus bedient werden, darunter elektromechanische. 
Das West-Ost-System hat 34, das Ost-West-System 18 Richtungsgleise. Die Leistungsfähigkeit des West-Ost-Systems liegt bei rund 200 Wagen pro Stunde. Das Ost-West System wurde zuletzt im Jahre 2004, das West-Ost-System zwei Jahre darauf erneuert und technisch auf den neuesten Stand gebracht. Seither kann der Ablaufbetrieb weitgehend computergesteuert erfolgen. Insgesamt gibt es noch sieben aktive Stellwerke. Das Stellwerk Soa (Seelze Ost Ablaufberg) wurde als einziges komplett auf Computersteuerung umgestellt. Swf (Seelze West Fahrdienstleiter) ist das größte Stellwerk und deckt den gesamten westlichen Bereich des Rangierbahnhofes ab und ist ein Spurplanstellwerk mit Stellwand der Firma Siemens. Die anderen Stellwerke Sof (Seelze Ost Fahrdienstleiter), Sob (Seelze Ost Berg), Sok (Seelze Ost Kohle), Soü (Seelze Ost Übergabe) sowie Sol (Seelze Ost Lokschuppen) sind weiterhin mit der Stellwerksbauform E43 ausgestattet.  Gleisbremsen im Gefälle bremsen die Wagen oder Wagengruppen individuell ab. In den Richtungsgleisen werden die Wagen durch seilbetriebene Beidrückförderanlagen zusammengeschoben, so dass sie miteinander gekuppelt werden können. Hatte die Leistung in Spitzenzeiten 8.000 Wagen pro Tag betragen, ist es heute noch die Hälfte. Dafür hat das Transportvolumen der Wagen beträchtlich zugenommen, so dass die tägliche Tonnage gestiegen ist. 
Inzwischen hat Seelze auch alle örtlichen Funktionen der anderen hannoverschen Rangierbahnhöfe, außer Hannover-Linden, übernommen. 

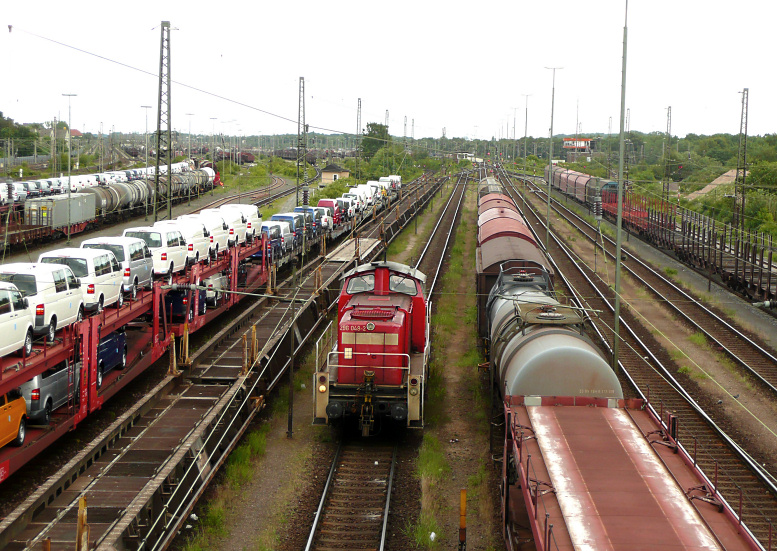
Einfahrgruppe West von Westen
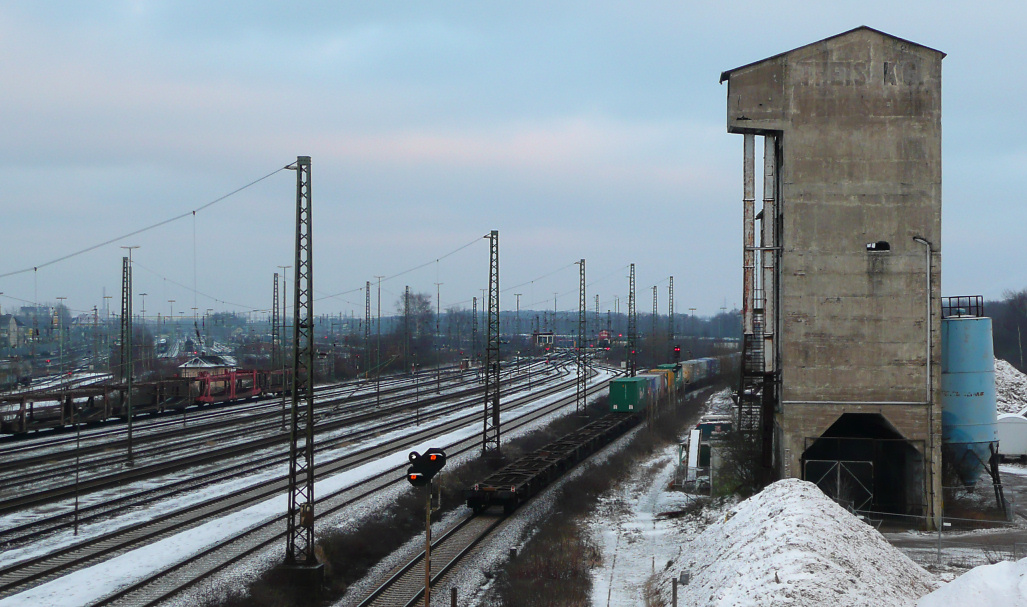
Einfahrgruppe West mit Südumfahrung
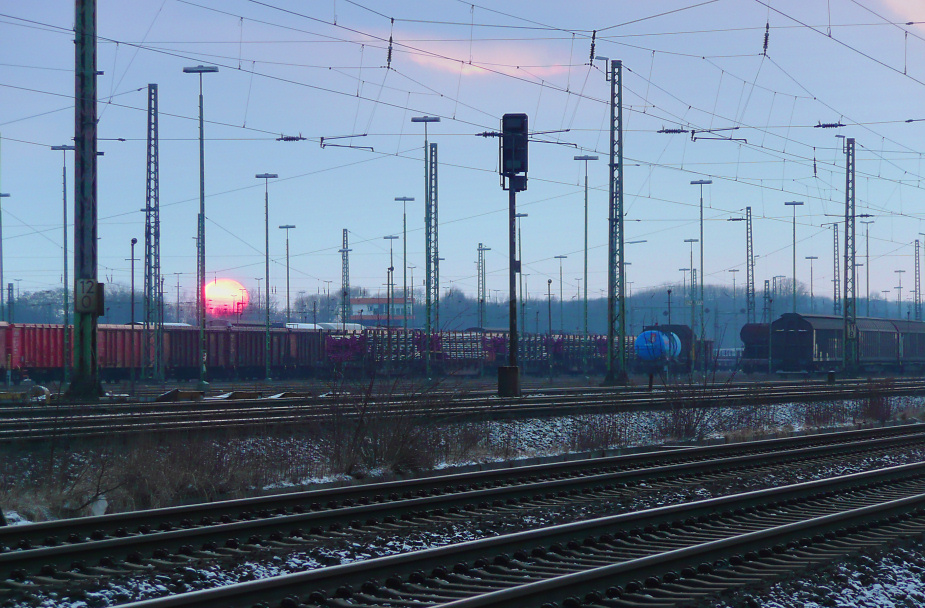
Richtungsgruppe Ost-West